# Contrat de travail en Belgique
Le contrat de travail en Belgique est un type de contrat de droit privé qui crée le lien de subordination juridique entre employeur et travailleur applicable dans le Royaume de Belgique.
Le contrat de travail est un contrat par lequel une personne, le travailleur, s'engage contre rémunération, à mettre son travail au service d'une autre personne, l'employeur et à l'exercer sous l'autorité de celle-ci.
Le contrat de travail est caractérisé par la subordination du travailleur envers l'employeur. Par cette convention le travailleur met en effet sa force de travail à la disposition de l'employeur sous l'autorité duquel il se trouve.

## Type des contrats de travail
Le contrat de travail est un contrat intuitu personae dans le chef du travailleur assorti d'une obligation de moyens et non de résultat, sauf exception
Il existe plusieurs types de contrat. 

### Selon la prestation
- Le contrat de travail d'ouvrier

Il s'agit de prestations principalement manuelles
- Le contrat de travail d'employé

Il s'agit de prestations essentiellement intellectuelles
- Le contrat de travail domestique

Il s'agit de prestations domestiques
- Le contrat de travail à façon

Il s'agit de prestations s'évaluant à la production
- Le contrat de travail de représentant de commerce

Il s'agit d'un contrat pour lequel une clause de non-concurrence assortie d'une indemnité d'éviction peut être libellée
- Le contrat de travail d'étudiant

Ce contrat de travail, toujours à durée déterminée, est assorti de limites temporelles étant donné l'avantage social qu'il procure

### Selon le terme du contrat
- Les Contrats à Durée Indéterminée (CDI)

Le contrat n'a pas de terme défini. Il peut être mis fin au contrat (congé) par la volonté d'une partie moyennant soit un préavis, soit le paiement d'une indemnité compensatoire. La rupture du contrat obéit à des formes et des délais bien précis en fonction du type de contrat.
- Les Contrats à Durée Déterminée (CDD)

Le contrat a un terme bien défini. Il est résolu de plein droit à l'expiration du terme.
- Le contrat de remplacement

Ce n'est plus un terme, mais une condition résolutoire : le retour de la personne remplacée

### La résiliation du contrat de travail
- Loi sur les contrats de travail du 3 juillet 1978

### Dispositions légales
- loi du 3 juillet 1978
- loi du 22 juillet 1985
- loi du 17 juillet 1985
- AR du 14 décembre 1984
- TR du 22 octobre 1992
- AR du 20 septembre 2002
- AR du 23 janvier 2003

### Modes d'extinction possibles
Le contrat de travail prend fin :
- par la survenance du terme pour les contrats à durée déterminée,
- par l'achèvement du travail s'il a été conclu pour un travail nettement défini,
- par la volonté des parties,
- par la mort du travailleur,
- par la force majeure de longue durée,
- pour motif graves ex : négligence, vol, harcèlement, (moral ou physique) espionnage industriel, etc.

La mort de l'employeur ne met pas fin au contrat. Lorsqu'elle entraine la cessation de l'activité pour laquelle le travailleur avait été engagé ou lorsque le contrat avait été conclu en vue d'une collaboration personnelle. Le juge apprécie en équité s'il y a lieu d'indemniser et fixe le montant.
Un contrat est conclu sous condition résolutoire lorsque les parties décident que la convention prendra fin si survient tel ou tel évènement futur et incertain. Sont nulles les clauses prévoyant que le mariage, la maternité ou le fait d'avoir atteint l'âge de la pension légale ou conventionnelle mettent fin au contrat.
L'insertion d'une condition résolutoire ne peut avoir pour conséquence d'éluder les règles habituelles en matière de contrat de travail (toute clause contraire aux dispositions de la loi relative aux contrats de travail est nulle).
En cas de faillite ou de déconfiture de l'employeur de même que la fermeture temporaire ou définitive résultant de mesures prises en application de la législation ou de la règlementation concernant la protection de l'environnement ne sont pas en elles-mêmes des évènements de force majeure mettant fin aux obligations des parties.

### La rupture du contrat avec préavis
Ce mode de résiliation de contrat n'est valable que pour les contrats à durée indéterminée. Le congé est l'expression unilatérale de la volonté de rompre le contrat de travail.
Il ne met pas fin immédiatement au contrat mais détermine un délai de préavis au terme duquel les relations contractuelles cessent d'exister.
Le congé est un acte non-formaliste, unilatéral et définitif.
Le préavis n'est valable que moyennant le respect de certaines conditions de forme et de fond.

### Les conditions de notification

#### Préavis notifié par l'employeur
- Le préavis doit toujours être donné par écrit. Il ne peut jamais être donné verbalement. L'écrit doit en outre être daté et signé par l'employeur ou par la personne qui agit par délégation; la signature constitue d'ailleurs une formalité substantielle dont l'omission entraine la nullité du préavis.

- À peine de nullité, l'écrit doit contenir deux mentions : le début et la durée du préavis. Beaucoup d'employeurs indiquent comme mention, la date de début et de fin du préavis; bien qu'un préavis libellé de la sorte soit accepté par la jurisprudence, mieux vaut s'en tenir strictement aux dispositions légales.

En cas d'inexactitude des mentions obligatoires, le préavis reste valide: s'il s'agit d'une erreur dans la date de prise de cours de préavis, il sera toujours possible de rectifier. S'il s'agit par contre d'une erreur dans la durée du préavis, la conséquence sera le payement d'une indemnité complémentaire pour la partie du préavis qui a été négligée. L'employeur n'a pas l'obligation de mentionner dans la lettre de préavis les motifs ayant trait au licenciement. Ceux-ci devront toutefois être précisé sur le certificat de chômage qui sera remis à l'intéressé au dernier jour de prestation de travail.
La langue de l'écrit doit être rédigé en français ou en néerlandais :
- Si le travailleur est occupé dans une entreprise située en région francophone, le préavis doit être rédigé en français ;
- Si le travailleur est occupé en permanence ou à titre principal en région néerlandophone, le préavis doit être rédigé en néerlandais ;
- Si le travailleur est occupé dans une entreprise à Bruxelles-Capitale, le préavis doit être rédigé en fonction du rôle linguistique du travailleur. Il n'y a cependant aucun critère pour déterminer de quelle expression linguistique est le travailleur. Il s'agira d'une question de fait.

#### Les modalités de notification
- Pour mettre fin à l'exécution du contrat pendant la période d'essai, l'employeur a l'obligation de notifier le préavis à l'employé par lettre recommandée, 3 jours ouvrables avant le début de celui-ci ou par exploit d'huissier prenant effet le jour de la notification.

- Pour mettre fin à l'exécution du contrat pendant la période d'essai, le travailleur peut notifier le préavis à l'employé soit par la remise de la main à la main, par lettre recommandée ou par exploit d'huissier.